# Петерсдорф (Мекленбург-Штрелиц)
Петерсдорф (нем. Petersdorf) — община в Германии, в земле Мекленбург-Передняя Померания.
Входит в состав района Мекленбург-Штрелиц. Подчиняется управлению Вольдег. Население составляет 166 человек (на 31 декабря 2010 года). Занимает площадь 7,79 км².